# Розендал палата
Палата Розендал (швед. Rosendals slott) је шведски краљевски павиљон на острву Југорден у централном делу Стокхолма. Грађен је у периоду између 1823. и 1827. године, за Карл XIV Јохан, првог шведског краља из династије Бернадота. Павиљон је служио за опуштање од формалности краљевског живота на двору.